# Kalinowice Rządowe
Kalinowice Rządowe – część miasta Zamościa w województwie lubelskim.
Leży w południowej części miasta, na zachód od zamojskiej dzielnicy Nowa Osada. Rozopściera się w okolicy ulic Szymanowskiego, Sybiraków i Weteranów. Wzdłuż jej południowej granicy przepływa rzeka Łabuńka.
Od wschodu graniczy z wsią Kalinowice (dawniej Kalinowice Ordynackie).